# Estadio de Marrakech
El Estadio de Marrakech (en árabe: ستاد مراكش, en bereber: Annar n Merrakec) es un estadio multiusos de Marrakech, Marruecos. Fue diseñado por Gregotti Associati International y terminado en enero de 2011, se utiliza principalmente para partidos de fútbol, pero tiene la capacidad de albergar Juegos Olímpicos. Es la sede del club de fútbol de la ciudad, el KAC Marrakech. El estadio tiene una capacidad de 45 240 espectadores, todos ellos sentados.
El recinto, que sustituye al Stade El Harti como campo del Kawkab, es el estadio principal de la ciudad y será una de las sedes del mundial de clubes que se celebrará en Marruecos. En su inauguración el 5 de enero de 2011 se disputó un torneo amistoso entre los clubes marroquíes del Kawkab de Marrakech y Wydad de Casablanca frente a los franceses del Olympique de Lyon y Paris Saint-Germain.

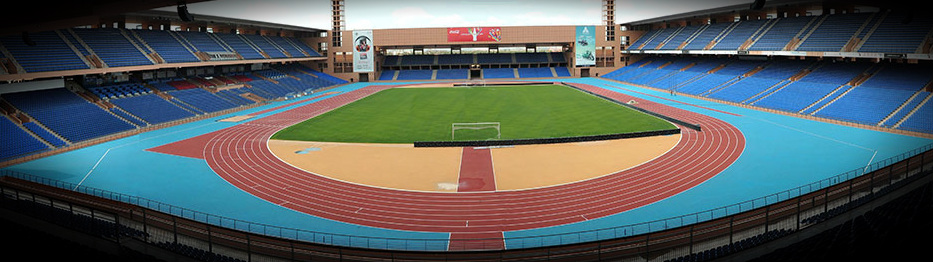
Vista panorámica del estadio.

## Planes futuros
La capacidad actual es de 41 245 asientos, con una pista que rodea el campo, las obras principales, todas serán financiadas por el Gobierno de Marruecos, y se planea excavar todo el campo, eliminar la pista y aumentar la capacidad a 69 565.